# 卡拉邁恩 (阿肯色州)
卡拉邁恩（英語：Calamine）是位於美國阿肯色州夏普縣的一個非建制地區。該地的面積和人口皆未知。

## 地理
卡拉邁恩的座標為36°00′41″N 91°23′56″W / 36.01139°N 91.39889°W，而該地的平均海拔高度為97米（即318英尺）。